# Джон Таварес
Джон Тава́рес (англ. John Tavares, 20 вересня 1990, м. Міссісога, Канада) — канадський хокеїст, центральний нападник. Гравець команди Торонто Мейпл Ліфс.

## Кар'єра

### Хокейна ліга Онтаріо
Юніорську кар'єру Джон розпочав в сезоні 2005-06 років в команді ОХЛ Ошава Дженералс. Згідно з правилами ліги, гравці, що не досягли 15-річного віку, не можуть брати участь у драфті, але заради Тавареса був зроблений виняток, тож він став наймолодших гравцем в історії Хокейної ліги Онтаріо, що був обраний на драфті ліги.
Одразу з перших матчів він почав доводити свою відповідність рівню ліги і за підсумками сезону зміг набрати 77 (45+32) очок, що дозволило Таваресу отримати не тільки приз найкращому новачку ОХЛ — Emms Family Award, але й бути визнаним найкращим новачком сезону всієї Канадської хокейної ліги.
У наступному сезоні Джон продемонстрував просто видатні показники, зумівши лише в 67 поєдинках забити 72 шайби, перевершивши результат Вейна Грецькі (70). Окрім цього, у Тавареса в активі було 62 результативні паси, і з сумарним доробком у 134 очка він став другим бомбардиром ліги, поступившись тільки Патріку Кейну. Але саме Джону дістався Трофей Реда Тілсона, як найціннішому гравцю сезону в ОХЛ. Тавареса також визнали і найціннішим гравцем CHL.
Сезон 2008/2009 років виявився останнім для Тавареса на молодіжному рівні. Починав він його у складі Ошава Дженералс, але 8 січня 2009 року його разом із Майклом Дель Зотто та Дерілом Борденом обміняли на трьох гравців і шість виборів на драфті в команду Лондон Найтс. Зміна команди пішла на користь Джону: лише у 24 поєдинках він встиг забити за «лицарів» одразу 32 шайби. Завдяки такій результативності в кінцівці сезону Таварес довів кількість закинутих ним шайб в ОХЛ до 215, що на дві більше попереднього рекорду ліги, котрий належав Пітеру Лі. Нова команда Джона за підсумками сезону посіла друге місце в конференції, а в плей-оф зуміла пробитися до фіналу конференції, де програла майбутнім переможцям турніру Віндзор Спітфаєрс, з рахунком у серії 1:4.

### Національна хокейна ліга
Згідно з правилами НХЛ на драфті новачків можна обирати хокеїстів, що досягли 18-річного віку до 15 вересня року, в який відбувається драфт. Джон Таварес народився 20 вересня 1990 року, тож згідно з цими правилами міг бути обраним на драфті не раніше 2009 року. Але агенти Джона звернулися до НХЛ та до асоціації хокеїстів національної хокейної ліги з тим аби для їх підопічного зробили виняток, як це вже трапилося одного разу в ОХЛ, і дозволили узяти участь в драфті-2008. Спроба заграти в НХЛ на рік раніше виявилася невдалою і Таваресу довелося чекати драфту 2009 року, де він і був обраний командою Нью-Йорк Айлендерс під загальним першим номером.
За два тижні після драфту Таварес підписав типовий контракт новачка зі своєю новою командою строком на три роки. І вже в першому матчі в НХЛ, 3 жовтня 2009 року, в протистоянні з діючим володарем кубка Стенлі Піттсбург Пінгвінс, Таварес зумів закинути шайбу і зробити результативний пас.
Починаючи з сезону 2011—2012 років, Джон виконував обов'язки асистента капітана команди.
У сезоні 2012/2013, на період локауту в НХЛ, хокеїст вирішив пограти у Швейцарії, де разом зі своїм партнером по команді Марком Штрайтом виступав за клуб «Берн». Після поновлення сезону в НХЛ, форвард повернувся в Нью-Йорк. Суттєво скорочений регулярний чемпіонат виявився вдалим для «острів'ян», оскільки вперше з 2007 року вони зуміли потрапити до плей-оф. Це дало Таваресу змогу провести свої перші матчі в розіграші кубка Стенлі. Окрім цього, його було названо одним із трьох претендентів на отримання Харт трофі (разом з Сідні Кросбі та Алексом Овечкіним), призу, котрий вручається найціннішому для своєї команди гравцю.
Улітку 2013 року «острів'ян» залишив їх капітан Марк Штрайт, тож команда мусила обрати нового лідера. І 9 вересня генеральний менеджер клубу Гарт Сноу оголосив, що новим, 14-м в історії клубу, капітаном команди стане Джон Таварес.
1 липня 2018 року було оголошено, що Джон Таварес підписав семирічний контракт із «Торонто Мейпл Ліфс». Сам Таврес заявив, що ще з дитинства мріяв грати за цю команду.

## Статистика

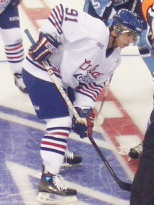
Таварес на точці вкидання

Останнє оновлення: 21 липня 2013 року
| Сезон        | Клуб                       | Ліга         | Регулярний сезон | Регулярний сезон | Регулярний сезон | Регулярний сезон | Регулярний сезон | Регулярний сезон | Плей-оф | Плей-оф | Плей-оф | Плей-оф | Плей-оф | Плей-оф |
| Сезон        | Клуб                       | Ліга         | І                | Г                | П                | О                | ШХ               | +/-              | І       | Г       | П       | О       | ШХ      | +/-     |
| ------------ | -------------------------- | ------------ | ---------------- | ---------------- | ---------------- | ---------------- | ---------------- | ---------------- | ------- | ------- | ------- | ------- | ------- | ------- |
| 2005-06      | Ошава Дженералс            | ОХЛ          | 65               | 45               | 32               | 77               | 72               | -13              | -       | -       | -       | -       | -       | -       |
| 2006-07      | Ошава Дженералс            | ОХЛ          | 67               | 72               | 62               | 134              | 60               | +25              | 9       | 7       | 12      | 19      | 6       | -4      |
| 2007-08      | Ошава Дженералс            | ОХЛ          | 59               | 40               | 78               | 118              | 69               | +22              | 15      | 3       | 13      | 16      | 20      | +3      |
| 2008-09      | Ошава Дженералс            | ОХЛ          | 32               | 26               | 28               | 54               | 32               | +5               | -       | -       | -       | -       | -       | -       |
| 2008-09      | Лондон Найтс               | ОХЛ          | 24               | 32               | 18               | 50               | 22               | +5               | 14      | 10      | 11      | 21      | 8       | -2      |
| 2009-10      | Нью-Йорк Айлендерс         | НХЛ          | 82               | 24               | 30               | 54               | 22               | -15              | -       | -       | -       | -       | -       | -       |
| 2010-11      | Нью-Йорк Айлендерс         | НХЛ          | 79               | 29               | 38               | 67               | 53               | -16              | -       | -       | -       | -       | -       | -       |
| 2011-12      | Нью-Йорк Айлендерс         | НХЛ          | 82               | 31               | 50               | 81               | 26               | -6               | -       | -       | -       | -       | -       | -       |
| 2012-13      | ХК «Берн» (на час локаута) | НЛА          | 28               | 17               | 25               | 42               | 28               | +16              | -       | -       | -       | -       | -       | -       |
| 2012-13      | Нью-Йорк Айлендерс         | НХЛ          | 48               | 28               | 19               | 47               | 18               | -2               | 6       | 3       | 2       | 5       | 4       | -4      |
| Усього в НХЛ | Усього в НХЛ               | Усього в НХЛ | 291              | 112              | 137              | 249              | 119              | -39              | 6       | 3       | 2       | 5       | 4       | -4      |

## Міжнародні виступи
| Рік          | Команда      | І  | Г  | П | О  | ШХ | +/- |
| ------------ | ------------ | -- | -- | - | -- | -- | --- |
| ЮЧС 2006     | Канада Ю-18  | 7  | 2  | 3 | 5  | 4  | +4  |
| МЧС 2008     | Канада Ю-20  | 7  | 4  | 1 | 5  | 2  | 0   |
| МЧС 2009     | Канада Ю-20  | 6  | 8  | 7 | 15 | 0  | +7  |
| ЧС 2010      | Канада       | 7  | 7  | 0 | 7  | 6  | +2  |
| ЧС 2011      | Канада       | 7  | 5  | 4 | 9  | 12 | +6  |
| ЧС 2012      | Канада       | 8  | 4  | 5 | 9  | 12 | +4  |
| Всього на ЧС | Всього на ЧС | 22 | 16 | 9 | 25 | 30 | +12 |

## Нагороди
- Новачок року Канадської хокейної ліги 2006
- Гравець року Канадської хокейної ліги 2007
- MVP молодіжного чемпіонату світу 2009
- Володар Кубка світу (2016).